# Arany Málna díj a legrosszabb filmes párosnak
A legrosszabb filmes páros Arany Málna díját (angolul: Golden Raspberry Award for Worst Screen Couple) a Los Angeles-i székhelyű Arany Málna Díj Alapítvány  1995 óta ítéli oda az előző évben készült és forgalomba került azon amerikai filmek szereplőinek, azok testrészeiknek, vagy velük kapcsolatos kellékeknek, amelyeket több száz akadémiai tag szavazata alapján a „legcsapnivalóbb párosításnak” találnak. 2011-ben a hagyományos legrosszabb páros elnevezést a legrosszabb páros / legrosszabb szereplőgárda név váltotta fel, de a következő évben – az önálló legrosszabb szereplőgárda kategória létrehozásával – ismét visszakapta eredeti nevét.
A díjra évente öt filmes párost, párosítást jelölnek.
A jelöltek listáját minden év elején, az Oscar-díjra jelöltek kihirdetése előtti napon hozzák nyilvánosságra. A „nyertesek” megnevezése február végén, március elején, az Oscar-gála előtti napon történik, valamelyik hollywoodi vagy Santa Barbara-i rendezvényteremben tartott ünnepség keretében.

## Díjazottak és jelöltek
| „Győztes” – félkövérrel szedve, szürkéskék háttérrel |

### 1990-es évek
| Év   | „Győztesek” és jelöltek                                                                                                  |
| ---- | --- |
| 1995 | Sylvester Stallone és Sharon Stone – A specialista (megosztva) Tom Cruise és Brad Pitt – Interjú a vámpírral (megosztva) |
| 1995 | Dan Aykroyd és Rosie O’Donnell – Irány az Éden                                                                           |
| 1995 | Kevin Costner és „három feleségének bármelyike” (Annabeth Gish, Joanna Going és Mare Winningham) – Wyatt Earp            |
| 1995 | A szereplőgárda bármely két tagjából összeállított páros – Az éj színe                                                   |
| 1996 | Bármely két személy (vagy testrész!) együtt – Showgirls                                                                  |
| 1996 | William Baldwin és Cindy Crawford – Tiszta játszma                                                                       |
| 1996 | Tim Daly és Sean Young – Dr. Jekyll Junior                                                                               |
| 1996 | Dave Foley és Julia Sweeney – Pat, a rejtélyes                                                                           |
| 1996 | Demi Moore és Robert Duvall vagy Gary Oldman – A skarlát betű                                                            |
| 1997 | Demi Moore és Burt Reynolds – Sztriptíz                                                                                  |
| 1997 | Pamela Anderson „lenyűgöző tartozékai” – Barb Wire – Bosszúálló angyal                                                   |
| 1997 | Beavis és Butt-head – Beavis és Butt-head lenyomja Amerikát                                                              |
| 1997 | Marlon Brando és „az az átkozott törpe” – Dr. Moreau szigete                                                             |
| 1997 | Matt LeBlanc és Ed (a gépmajom) – Ed – Madarat tolláról                                                                  |
| 1998 | Dennis Rodman és Jean-Claude Van Damme – Nyerő páros                                                                     |
| 1998 | Sandra Bullock és Jason Patric – Féktelenül 2. – Teljes gőzzel                                                           |
| 1998 | George Clooney és Chris O’Donnell – Batman és Robin                                                                      |
| 1998 | Steven Seagal és gitárja – Tűz a mélyben                                                                                 |
| 1998 | Jon Voight és az animált anakonda – Anakonda                                                                             |
| 1999 | Leonardo DiCaprio (ikerként) – A vasálarcos                                                                              |
| 1999 | Ben Affleck és Liv Tyler – Armageddon                                                                                    |
| 1999 | „Bármely két személyiség, testrész vagy divatkellék kombinációja” – Spice World                                          |
| 1999 | „Bármely két önmagát alakító (vagy önmagával játszó) személy kombinációja” – An Alan Smithee Film: Burn Hollywood Burn   |
| 1999 | Ralph Fiennes és Uma Thurman – Bosszúállók                                                                               |

### 2000-es évek
| Év   | „Győztesek” és jelöltek |
| ---- | --- |
| 2000 | Kevin Kline és Will Smith – Wild Wild West – Vadiúj vadnyugat |
| 2000 | Pierce Brosnan és Denise Richards – A világ nem elég |
| 2000 | Sean Connery és Catherine Zeta-Jones – Briliáns csapda |
| 2000 | Jake Lloyd és Natalie Portman – Star Wars I. rész – Baljós árnyak |
| 2000 | Lili Taylor és Catherine Zeta-Jones – Az átok |
| 2001 | John Travolta és bárki, aki megosztotta vele a mozivásznat – Háború a Földön |
| 2001 | Bármely két színész – Blair Witch – Ideglelés 2. |
| 2001 | Richard Gere és Winona Ryder – Ősz New Yorkban |
| 2001 | Madonna és Rupert Everett vagy Benjamin Bratt – A második legjobb dolog |
| 2001 | Arnold Schwarzenegger (mint az igazi Adam Gibson) és Arnold Schwarzenegger (mint Adam Gibson klónja) – A hatodik napon                                                          |
| 2002 | Tom Green és valamelyik állat, amelyikkel rosszul bánik – Eszement Freddy |
| 2002 | Ben Affleck és Kate Beckinsale vagy Josh Hartnett – Pearl Harbor – Égi háború                                                                                                   |
| 2002 | Mariah Carey és dekoltázsa – Glitter – Ami fénylik |
| 2002 | Burt Reynolds és Sylvester Stallone – Felpörgetve |
| 2002 | Kurt Russell és Kevin Costner vagy Courteney Cox – Milliókért a pokolba |
| 2003 | Adriano Giannini és Madonna – Hullámhegy |
| 2003 | Roberto Benigni és Nicoletta Braschi – Pinokkió |
| 2003 | Hayden Christensen és Natalie Portman – Star Wars II. rész – A klónok támadása                                                                                                  |
| 2003 | Eddie Murphy és Robert De Niro – Showtime – Végtelen és képtelen, vagy Owen Wilson – Én, a kém, vagy Eddie Murphy, mint önmaga klónja – Pluto Nash – Hold volt, hol nem volt... |
| 2003 | Britney Spears és Anson Mount – Álmok útján |
| 2004 | Ben Affleck és Jennifer Lopez – Gengszter románc |
| 2004 | Kelly Clarkson és Justin Guarini – Strandszerelem |
| 2004 | Ashton Kutcher és Brittany Murphy – Szakítópróba vagy Tara Reid – A főnököm lánya                                                                                               |
| 2004 | Mike Myers és Thing One vagy Thing Two (mindkettő angol hangja: Dan Castellaneta) – A Macska – Le a kalappal!                                                                   |
| 2004 | Eric Christian Olsen és Derek Richardson – Dumb és Dumberer: Miből lesz a dilibogyó                                                                                             |
| 2005 | George W. Bush és vagy Condoleezza Rice vagy Bush kedvenc kiskecskéje – Fahrenheit 9/11                                                                                         |
| 2005 | Ben Affleck és Jennifer Lopez vagy Liv Tyler – Apja lánya |
| 2005 | Halle Berry és Benjamin Bratt vagy Sharon Stone – A Macskanő |
| 2005 | Az Olsen ikrek – New York-i bújócska |
| 2005 | A Wayans testvérek (Shawn és Marlon Wayans) („női jelmezben vagy anélkül”) – Feketék fehéren                                                                                    |
| 2006 | Will Ferrell és Nicole Kidman – Földre szállt boszorkány |
| 2006 | Jamie Kennedy és bárki egy képernyőn vele – A Maszk 2. – A Maszk fia |
| 2006 | Jenny McCarthy és bárki, aki elég ostoba, hogy barátkozzon vagy randizzon vele – Piszkos szerelem                                                                               |
| 2006 | Rob Schneider és a pelenkái – Tök alsó 2. – Európai turné |
| 2006 | Jessica Simpson és az ő Daisy Duke-ja – Hazárd megye lordjai |
| 2007 | Shawn Wayans és Kerry Washington vagy Marlon Wayans – Kiscsávó |
| 2007 | Tim Allen és Martin Short – Télapu 3. – A szánbitorló |
| 2007 | Nicolas Cage és medvekosztüme – Rejtélyek szigete |
| 2007 | Hilary és Haylie Duff – Lányok a pácban |
| 2007 | Sharon Stone féloldalas cickói – Elemi ösztön 2. |
| 2008 | Lindsay Lohan és Lindsay Lohan („a saját jangjának jinjeként”) – Tudom, ki ölt meg                                                                                              |
| 2008 | Jessica Alba és Hayden Christensen (Éberség), Dane Cook (A kabalapasi) vagy Ioan Gruffudd (A Fantasztikus Négyes és az Ezüst Utazó)                                             |
| 2008 | „A film bármelyik két totálisan üresfejű szereplője” – Bratz – Talpra, csajok!                                                                                                  |
| 2008 | Eddie Murphy (mint Norbit) és Eddie Murphy (mint Mr. Wong) vagy Eddie Murphy (mint Rasputia) – Norbit                                                                           |
| 2008 | Adam Sandler és Kevin James vagy Jessica Biel – Férj és férj |
| 2009 | Paris Hilton és Christine Lakin vagy Joel David Moore – A dögös és a dög |
| 2009 | Uwe Boll és „bármely színész, kamera vagy forgatókönyv” |
| 2009 | Cameron Diaz és Ashton Kutcher – Míg a jackpot el nem választ |
| 2009 | Larry the Cable Guy és Jenny McCarthy – Witless Protection |
| 2009 | Eddie Murphy Az üresfejű című filmben (önmaga oldalán) |

### 2010-es évek
| Év   | „Győztesek” és jelöltek |
| ---- | --- |
| 2010 | Sandra Bullock és Bradley Cooper – Ő a megoldás                                                                                                   |
| 2010 | Bármelyik kettő (vagy több) Jonas Brothers – Jonas Brothers: A 3D koncertélmény!                                                                  |
| 2010 | Will Ferrell és bármelyik sztár, kreatúra vagy komikus jelenség – Az elveszettek földje                                                           |
| 2010 | Shia LaBeouf és Megan Fox vagy bármelyik Transformer – Transformers: A bukottak bosszúja                                                          |
| 2010 | Kristen Stewart és Taylor Lautner vagy Robert Pattinson – Alkonyat – Újhold                                                                       |
| 2011 | A teljes szereplőgárda – Szex és New York 2. |
| 2011 | Jennifer Aniston és Gerard Butler– Exférj újratöltve                                                                                              |
| 2011 | Josh Brolin arca és Megan Fox kiejtése – Jonah Hex                                                                                                |
| 2011 | A teljes szereplőgárda – Az utolsó léghajlító |
| 2011 | A teljes szereplőgárda – Alkonyat – Napfogyatkozás                                                                                                |
| 2012 | Adam Sandler és Katie Holmes, Al Pacino, vagy Adam Sandler – Jack és Jill                                                                         |
| 2012 | Nicolas Cage és bárki, aki megjelent vele a képernyőn a következő 2011-es filmek bármelyikében: Boszorkányvadászat, Féktelen harag és Túszjátszma |
| 2012 | Shia LaBeouf és a Fehérneműs Modell (Rosie Huntington-Whiteley) – Transformers 3.                                                                 |
| 2012 | Adam Sandler és Jennifer Aniston vagy Brooklyn Decker – Kellékfeleség                                                                             |
| 2012 | Kristen Stewart és Taylor Lautner vagy Robert Pattinson – Alkonyat: Hajnalhasadás – 1. rész                                                       |
| 2013 | Mackenzie Foy és Taylor Lautner – Alkonyat: Hajnalhasadás – 2. rész                                                                               |
| 2013 | A Jersey Shore bármely két stábtagja – A dilis trió                                                                                               |
| 2013 | Robert Pattinson és Kristen Stewart – Alkonyat: Hajnalhasadás – 2. rész                                                                           |
| 2013 | Tyler Perry és női álruhás énje – Madea néni, avagy a tanú védtelen                                                                               |
| 2013 | Adam Sandler és Leighton Meester, Andy Samberg, vagy Susan Sarandon – Apa ég!                                                                     |
| 2014 | Will Smith és Jaden Smith - apa és fia, A Föld után nepotista bolygóján                                                                           |
| 2014 | Lindsay Lohan és Charlie Sheen – Horrorra akadva 5.                                                                                               |
| 2014 | Movie 43: Botrányfilm teljes szereplőgárdája |
| 2014 | Nagyfiúk 2. teljes szereplőgárdája |
| 2014 | Tyler Perry és Larry the Cable Guy vagy annak elhasználódott parókája és ruhája - A Madea Christmas                                               |
| 2015 | Kirk Cameron és az ő egója – Saving Christmas |
| 2015 | Bármely két robot, vagy színész (vagy robotszínész) – Transformers: A kihalás kora                                                                |
| 2015 | Cameron Diaz és Jason Segel – Szexvideó |
| 2015 | Kellan Lutz és az ő hasizma, vagy mellizma, vagy farizma – Herkules legendája                                                                     |
| 2015 | Seth McFarlane és Charlize Theron – Hogyan rohanj a veszTEDbe                                                                                     |
| 2016 | Jamie Dornan és Dakota Johnson – A szürke ötven árnyalata                                                                                         |
| 2016 | Mind a négy „Fantasztikus” (Miles Teller, Michael B. Jordan, Kate Mara, és Jamie Bell) – Fantasztikus Négyes                                      |
| 2016 | Johnny Depp és ragasztott bajsza – Mortdecai |
| 2016 | Kevin James és vagy a Segway-e vagy a ragasztott bajsza – A pláza ásza Vegasban                                                                   |
| 2016 | Adam Sandler és bármelyik pár cipője – A cipőbűvölő                                                                                               |
| 2017 | Ben Affleck és az ő LÖE (Legfélelmetesebb Örökös Ellensége), Henry Cavill – Batman Superman ellen – Az igazság hajnala                            |
| 2017 | Bármely két egyiptomi isten vagy halandó – Egyiptom istenei                                                                                       |
| 2017 | Johnny Depp és hányingerlően vibráló ruhája – Alice Tükörországban                                                                                |
| 2017 | A teljes szereposztás Valaha Tisztelt Színészei – Váratlan szépség                                                                                |
| 2017 | Tyler Perry és Ugyanazon Régi Kopott Parókája – Boo! A Madea Halloween                                                                            |
| 2017 | Ben Stiller és az ő AVB-ja (Alig Vicces Barátja) Owen Wilson – Zoolander 2.                                                                       |
| 2019 | Donald J. Trump és az ő állandósult kicsinyessége – Death of a Nation és Fahrenheit 11/9                                                          |
| 2019 | Bármely két szereplő vagy báb (különösen a hátborzongató szexjeleneteikben) – Haláli bábjáték                                                     |
| 2019 | Johnny Depp és az ő gyorsan halványodó filmes karrierje (Rajzfilmek hangját kell adnia, a Krisztus szerelmére!) – Sherlock Gnomes                 |
| 2019 | Will Ferrell és John C. Reilly (Az irodalom legkedveltebb karakterpárosának tönkretétele) – Holmes és Watson                                      |
| 2019 | Kelly Preston és John Travolta (A „Földi Háború megnyerése” típus újranézése!) – Gotti                                                            |

### 2020-as évek
| Év   | „Győztesek” és jelöltek                                                                                                |
| ---- | --- |
| 2020 | Bármely két félig macska / félig ember szőrpamacs – Macskák                                                            |
| 2020 | Jason Derulo és az ő CGI-ivartalanított kidudorodása – Macskák                                                         |
| 2020 | Tyler Perry és Tyler Perry (vagy Tyler Perry) – A Madea Family Funeral                                                 |
| 2020 | Sylvester Stallone és az ő erőtlen dühe – Rambo V. – Utolsó vér                                                        |
| 2020 | John Travolta és bármilyen forgatókönyv, amit elfogad                                                                  |
| 2022 | Rudy Giuliani és az ő nagrágzippzárja (Igen, ez valóban Rudy Giuliani!) – Borat utólagos mozifilm                      |
| 2022 | Robert Downey Jr. és az ő Teljesen Nem Meggyőző "Walesi" Akcentusa – Dolittle                                          |
| 2022 | Harrison Ford és a teljesen valótlan kinézetű CGI „kutyája” – A vadon hívó szava                                       |
| 2022 | Lauren Lapkus és David Spade – A másik Missy                                                                           |
| 2022 | Adam Sandler és az ő Reszelős Bárgyú Hangja – Hubie, a halloween hőse                                                  |
| 2022 | LeBron James és bármely, a filmből csöpögő Warner-rajzfilmfigura – Space Jam: Új kezdet                                |
| 2022 | Bármelyik kétbalkezes szereplő és bármely bénán szövegezett (vagy koreografált) zeneszám – Diana: A musical            |
| 2022 | Jared Leto és az ő 17 fontnyi latex arca, uncsi ruhái vagy nevetséges akcentusa – A Gucci-ház                          |
| 2022 | Ben Platt és minden más szereplő, aki úgy viselkedik, mint a nap 24 órájában éneklő Platt – Kedves Evan Hansen         |
| 2022 | Tom & Jerry (más néven Itchy & Scratchy) – Tom és Jerry                                                                |
| 2023 | Tom Hanks és az ő latexes arca (meg a nevetséges akcentusa) – Elvis                                                    |
| 2023 | Mindkét valódi élő karakter a Fehér Ház hamis hálószoba-jelenetében – Szöszi                                           |
| 2023 | Andrew Dominik és a nőkkel kapcsolatos problémái – Szöszi                                                              |
| 2023 | Machine Gun Kelly és Mod Sun – Good Mourning                                                                           |
| 2023 | A két 365 nap -folytatás (365 nap: Ma, valamint 365 nap: Egy újabb nap)                                                |
| 2024 | Micimackó és Malacka, mint két vérszomjas kaszaboló / gyilkos (!) – Micimackó: Vér és méz                              |
| 2024 | Bármely két „könyörtelen zsoldos” – Feláldozh4tók                                                                      |
| 2024 | Bármely két Pénznyirbáló Befektető, akik 400 millió dollárt adtak az Az ördögűző remake-jogaiért – Az ördögűző: A hívő |
| 2024 | Ana de Armas és Chris Evans – Ghosted                                                                                  |
| 2024 | Salma Hayek és Channing Tatum – Magic Mike utolsó tánca                                                                |
| 2025 | Joaquin Phoenix & Lady Gaga – Joker: Kétszemélyes téboly                                                               |
| 2025 | A Megalopolisz teljes szereplőgárdája                                                                                  |
| 2025 | Bármely két kellemetlen karakter (de különösen Jack Black) – Borderlands                                               |
| 2025 | Bármelyik két vicces „komikus színész” – Cukormáz nélkül                                                               |
| 2025 | Dennis Quaid & Penelope Ann Miller (mint „Ronny & Nancy”) – Reagan                                                     |